# SV 베르더 브레멘 II

SV 베르더 브레멘 II(SV Werder Bremen II)는 독일 브레멘의 축구 클럽으로, SV 베르더 브레멘의 2군 팀이다. 현재 4. 리가에서 활동하고 있다.

## 선수 명단

### 현역
참고: FIFA 자격 규정에 따라 소속된 국가대표팀 국기를 표시합니다. 선수는 복수의 FIFA 비회원국 국적을 가지고 있을 수 있습니다.
| 번호 | 포지션 | 국적 | 이름 |
| ---- | ------ | ---- | ---- |

| 번호 | 포지션 | 국적 | 이름                |
| ---- | ------ | ---- | ------------------- |
| 31   | GK     |      | 스피로스 안젤리디스 |

## 역대 감독
| 감독        | 임기        |
| ----------- | ----------- |
| 토마스 샤프 | 1995 ~ 1999 |